# Kanton Denain
Kanton Denain (francouzsky Canton de Denain) je francouzský kanton v departementu Nord v regionu Nord-Pas-de-Calais. Tvoří ho sedm obcí.

## Obce kantonu
- Abscon
- Denain
- Douchy-les-Mines
- Escaudain
- Haveluy
- Hélesmes
- Wavrechain-sous-Denain